# Det lille Teater Flensborg
 For alternative betydninger, se Det lille Teater.
Det lille Teater Flensborg er et dansksproget teater i det indre Flensborg. Teatret har til huse i Hjemmet i Mariegade. 
Teatret startede som amatørteater i 1966. De første medarbejdere ønskede et fast spillested med faste spilledage og fik lov til at benytte faciliteter i Hjemmet tæt ved Nørretorvet. Ensemblet blev efterhånden udvidet med flere medspillere i skiftende perioder. I 1980 startede en gruppe medarbejdere med Det lille Dukketeater. Dukketeatret blev til en stor succes og blev etableret som en fast del af teatervirksomheden. En kabaretgruppe stoppede i 2005. teaterBanden er teatrets ungdomsgruppe.
Teatret er medlem af Sydslesvigs danske Ungdomsforeninger og foreningen Dansk Amatør Teater Samvirke. Frem til 1974 arbejdede teatret under Sønderjydsk Forsøgsscene. I 2006 blev Alexander von Oettingen valgt som ny formand.

## Hjemmet
Bygningen blev opført i 1840 efter Marieports nedrivning tæt ved Vor Frue Kirke. Efter 1900 var bygningen bolig for redaktør Jens Jessen. Deraf stammer navnet Hjemmet. I 1920 købte foreningen Flensborgsamfundet bygningen og stillede den til disposition for de danske foreninger i byen.

## Amatørteater i Sydslesvig
Der er to kendte amatørteatre i Sydslesvig. Det andet var Æ Amatøer (1974-2006), der dog ikke havde nogen fast scene, men rejste efter opgaverne.